# Ernesto Palomba
Ernesto Palomba, né le 27 août 1967 à Rome, est un astronome italien.

## Biographie
Après avoir obtenu une licence de physique en 1995 à l'Université de Rome « La Sapienza », il a poursuivi par un doctorat en astrophysique et sciences de la matière en 2001 à l'Université de Provence Aix-Marseille I en France.
L'astéroïde de la ceinture principale (95951) Ernestopalomba est nommé d'après lui.
Le Centre des planètes mineures le crédite de la découverte de deux astéroïdes, effectuée entre 2002 et 2003.
| (95955) Claragianni | 21 août 2003   |
| (113659) Faltona    | 2 octobre 2002 |